# Litteraturåret 2007

## Händelser
- 9 februari – På årsdagen av hans födelse 1927 utkommer samlingsverket Umkreisung. das Gesamtwerk av Rainer Maria Gerhardt.
- 14 november – Det är 100 år sedan svenska barnboksförfattarinnan Astrid Lindgren föddes, vilket uppmärksammas runtom i världen[1].
- 21 november – Boken Harry Potter och dödsrelikerna ges ut på svenska i bokhandlarna.
- 11 december – Terry Pratchett meddelar över Internet att han fått diagnosen Alzheimers sjukdom.[2]

## Priser och utmärkelser
- Nobelpriset – Doris Lessing, Storbritannien[3]
- Augustpriset
  - Skönlitterär bok: Carl-Henning Wijkmark för Stundande natten (Norstedts)
  - Fackbok: Bengt Jangfeldt för Med livet som insats (Wahlström & Widstrand)
  - Barn- och ungdomsbok – Sven Nordqvist för Var är min syster? (Opal)
- ABF:s litteratur- & konststipendium – Åsa Linderborg
- Aftonbladets litteraturpris – Mirja Unge
- Aniarapriset – Tua Forsström
- Aspenströmpriset – Nina Burton
- Astrid Lindgren-priset – Helena Östlund
- Axel Hirschs pris – Ulf Olsson och Johan Wrede
- Bellmanpriset – Claes Andersson
- BMF-plaketten – Åsa Linderborg för Mig äger ingen
- BMF-Barnboksplaketten – Sven Nordqvist för Var är min syster?
- Bookerpriset – Anne Enright för The Gathering
- Borås Tidnings debutantpris – Martina Lowden för Allt
- Cikada-priset – Shin Kyong-Rim, koreansk poet (född 1935)
- Dan Andersson-priset – Marcus Birro
- De Nios Stora Pris – Tua Forsström
- De Nios översättarpris – Carmen Giorgetti Cima, Maria Ortman och Martin Tegen
- Disapriset – Tore Frängsmyr
- Doblougska priset – Lars Furuland och Elisabeth Rynell, Sverige samt Arvid Torgeir Lie och Jan Jakob Tønseth, Norge
- Ekelöfpriset – Katarina Frostenson
- Elsa Thulins översättarpris – Bengt Samuelson
- Emil-priset – Christina Björk
- Erik Lindegren-priset – Folke Isaksson
- Lilla Erik Lindegren-priset – Parinya Suvanavasin, Luleå
- Franz Kafka-priset – Yves Bonnefoy
- Gerard Bonniers pris – Carl-Henning Wijkmark
- Gerard Bonniers essäpris – Sigrid Combüchen
- Gerard Bonniers lyrikpris – Eva-Stina Byggmästar
- Gleerups facklitterära pris – Brutus Östling
- Gun och Olof Engqvists stipendium – Nina Burton
- Gustaf Fröding-sällskapets lyrikpris – Kristina Lugn
- Göteborgs-Postens litteraturpris – Ulf Karl Olov Nilsson
- Göteborgs Stads författarstipendium – Johannes Anyuru och Deniz Hallberg
- Hedenvind-plaketten – Bodil Malmsten
- Internationella Bookerpriset – Chinua Achebe
- Ivar Lo-priset – Kjell Johansson
- Jacques Outin-priset – Ulla Bruncrona
- John Landquists pris – Bengt Jangfeldt och Bengt af Klintberg
- Kallebergerstipendiet – Marie Silkeberg
- Karl Vennbergs pris – Marie Silkeberg
- Karlfeldt-priset – Birgitta Lillpers
- Katapultpriset – Martina Lowden för Allt
- Kellgrenpriset – Harry Järv
- Kungliga priset – Paul Enoksson
- Landsbygdens författarstipendium – Ronnie Sandahl
- Letterstedtska priset för översättningar – Stig Strömholm för översättningen av  hertigen av Saint-Simons Minnen från Ludvig XIV:s hov 1691–1723
- Litteraturpriset till Astrid Lindgrens minne – organisationen Banco del Libro i Venezuela
- Lotten von Kræmers pris – Carina Burman och Carl-Henning Wijkmark
- Lundequistska bokhandelns litteraturpris – Åsa Linderborg
- Lydia och Herman Erikssons stipendium – Beate Grimsrud
- Man Booker International Prize – Chinua Achebe, Nigeria
- Mare Kandre-priset – Sara Hallström
- Maria Gripe-priset – Gull Åkerblom
- Moa-priset – Suzanne Osten, Margareta Garpe och Gunnar Edander
- Nordiska rådets litteraturpris – Sara Stridsberg för Drömfakulteten
- Prinsen av Asturiens pris – Amos Oz
- Samfundet De Nios Astrid Lindgren-pris – Boel Westin
- Samfundet De Nios Särskilda pris – Stig Claesson, Ann Smith och Åke Lundqvist
- Schückska priset – Anders Olsson
- Signe Ekblad-Eldhs pris – Lars Jakobson
- Siripriset – Theodor Kallifatides för Mödrar och söner
- Stiftelsen Natur & Kulturs översättarpris – Silvia Airik-Priuhka och Eva Sjöstrand
- Stiftelsen Selma Lagerlöfs litteraturpris – Barbro Lindgren
- Stig Sjödinpriset – Emil Jensen
- Stina Aronsons pris – Kjell Johansson
- Stipendium till Harry Martinsons minne – John Ajvide Lindqvist
- Svenska Akademiens nordiska pris – Jon Fosse, Norge
- Svenska Akademiens tolkningspris – Marina Torres de Uriz
- Svenska Akademiens översättarpris – Margareta Zetterström
- Svenska Dagbladets litteraturpris – Arne Johnsson för Bäras utan namn till natt till morgon
- Sveriges Essäfonds pris – Håkan Sandell för essän Mitt på arenan[4]
- Sveriges Radios Romanpris – Jonas Hassen Khemiri för Montecore
- Sveriges Radios Novellpris – Margareta Strömstedt för Natten innan de hängde Ruth Ellis
- Sveriges Radios Lyrikpris – Birgitta Trotzig
- Tegnérpriset – Merete Mazzarella
- Tidningen Vi:s litteraturpris – Oline Stig
- Tollanderska priset – Johan Bargum
- Tucholskypriset – Faraj Bayrakdar, Syrien
- Österrikiska statens pris för europeisk litteratur – Alison Louise Kennedy, Skottland
- Övralidspriset – P.C. Jersild

## Nya böcker

### A – G
- Aj människa av Staffan Malmberg
- Barnen i Bullerbyn av Astrid Lindgren[5]
- Bert + Samira = Sant? av Anders Jacobsson och Sören Olsson[6]
- Den osynliga väggen av Harry Bernstein (uppmärksammad romandebut vid 96 års ålder).
- El Choco : svensken i Bolivias mest ökända fängelse av Markus Lutteman
- Ernestine: en svensk novell av markis de Sade
- Faller fritt som i en dröm av Leif G.W. Persson
- Flickan under gatan av Roslund & Hellström
- Fy katten, Sune av Anders Jacobsson och Sören Olsson[7]

### H – N
- The Harlequin av Laurell K. Hamilton
- Harry Potter och dödsrelikerna av J.K. Rowling
- Herrarna i skogen, essäer av Kerstin Ekman
- Hiatus av Hanna Nordenhök
- Himmelsöga av Arne Dahl
- Hitman: Enemy Within av William C. Dietz
- I djävulens sällskap september 2007 - Friend of the devil av Peter Robinson
- Junker Nils av Eka (postumt) av Astrid Lindgren[8]
- Kicki & Lasse av Peter Kihlgård[9]
- Kleopatras kam av Maria Ernestam
- Kom och hälsa på mig om tusen år av Bodil Malmsten
- Livstid av Liza Marklund
- Mannen på Trinisla av Jerker Virdborg
- Myggor och tigrar av Maja Lundgren
- Mysteriet Grünenvelder av Anna Charlotta Gunnarson
- Norrlands akvavit av Torgny Lindgren

### O – U
- Orbitor. Höger vinge av Mircea Cărtărescu
- Orkanpartyt av Klas Östergren
- Osynliga händer av Stig Sæterbakken
- Peter och Petra av Astrid Lindgren (postumt)[8]
- Pinos är bäst och Sov gott Pino av Eva Pils, Agneta Norelid och Kenneth Anderson
- Plum Lovin' av Janet Evanovich
- Sekter och hemliga sällskap i Sverige och världen av Clas Svahn
- Sex av Anders Jacobsson och Sören Olsson[10]
- Snabbt byte - Lean Mean Thirteen av Janet Evanovich
- Snömannen av Jo Nesbø
- Som guld i glöd av Lars Ahlin (postumt)
- Sveket av P.C Cast och Kristin Cast
- Sömnlösa av Jon Fosse
- Ta min hand, det vore underligt av Catharina Gripenberg
- Tiro av Stewe Claeson
- Trofésamlaren av Björn Hellberg
- Tut Tut av Anna Charlotta Gunnarson
- Ur-Pippi av Astrid Lindgren (postumt)[11]

### V – Ö
- Vampyrernas märke av P.C. Cast och Kristin Cast
- Yngling på guld av Ernst Brunner

## Avlidna
- 1 januari – Tillie Olsen, 94, amerikansk feministisk författare.
- 7 januari – Gunnel Ahlin, 88, svensk författare.
- 11 januari – Robert Anton Wilson, 74, amerikansk författare och individualanarkist.
- 17 januari – Art Buchwald, 81, amerikansk journalist och författare.
- 20 januari – Jan Jangö, svensk fackboksförfattare.
- 23 januari – Ryszard Kapuściński, 74, polsk författare och journalist.
- 24 januari – Wolfgang Iser, 80, tysk litteraturvetare.
- 30 januari – Sidney Sheldon, 89, amerikansk författare och manusförfattare.
- 11 februari – Marianne Fredriksson, 79, svensk författare.
- 14 februari – Richard S. Prather, 85, amerikansk författare.
- 22 februari – Lothar-Günther Buchheim, 89, tysk författare.
- 2 mars – Henri Troyat, 95, armenisk-fransk författare.
- 6 mars – Pierre Moinot, 86, fransk författare.
- 5 april – Maria Gripe, 83, svensk författare.
- 11 april – Kurt Vonnegut, 84, amerikansk författare.
- 23 april – David Halberstam, amerikansk journalist och författare.
- 2 maj – Magnus Stenbock, 95, svensk greve, författare, debattör och konstnär.
- 17 maj – Lloyd Alexander, 83, amerikansk författare.
- 18 maj – Hans-Uno Bengtsson, 54, svensk fysiker och författare.
- 23 maj – Tron Øgrim, 59, norsk författare, journalist och politiker.
- 5 juni – Povel Ramel, 85, svensk författare, musiker, komiker med mera.
- 7 juni – Michael Hamburger, 83, tysk-engelsk poet och översättare.
- 9 juni – Sembène Ousmane, senegalesisk författare.
- 29 juni – Fred Saberhagen, amerikansk science fiction-författare.
- 26 juli – Lars Forssell, 79, svensk författare och ledamot av Svenska akademien.
- 30 juli – Ingmar Bergman, 89, svensk film- och teaterregissör, manusförfattare och författare.
- 31 juli – R.D. Wingfield, 79, brittisk författare, Ett fall för Frost
- 3 augusti – John Gardner, 80, brittisk författare, bland annat av James Bond.
- 2 september – Carl-Erik af Geijerstam, 93, svensk författare och översättare.
- 4 september – Zenia Larsson, 85, svensk författare och skulptör.
- 6 september – Madeleine L'Engle, 88, amerikansk författare.
- 16 september – James Oliver Rigney, mer känd som Robert Jordan, 59, amerikansk fantasyförfattare.
- 22 september – Kurt West, 84, finlandssvensk krigsveteran och författare.
- 24 september – Karl-Gunnar Ellverson, 65, svensk präst och författare.
- 9 oktober – Olov Jonason, 88, svensk författare och översättare.
- 11 oktober – Mehmed Uzun, 54, kurdisk-svensk författare.
- 19 oktober – Jan Wolkers, 81, nederländsk författare och konstnär.
- 22 oktober – Ève Curie, 102, fransk-amerikansk författare.
- 23 oktober – Gun Kessle, 81, svensk konstnär, fotograf och författare.
- 23 oktober – Sune Örnberg, 81, svensk författare.
- 31 oktober – Per Ericson, 42, svensk journalist och författare.
- 10 november – Norman Mailer, 84, amerikansk författare.
- 12 november – Ira Levin, 78, amerikansk författare.
- 20 december – Peer Hultberg, 72, dansk författare och psykoanalytiker.
- 22 december – Julien Gracq, 97, fransk författare.
- 27 december – Jaan Kross, 87, estnisk författare.

### Fotnoter
1. ↑  ”Astrid Lindgren”. http://www.astridlindgren.se/mer-fakta/utvalda-artal. Läst 21 mars 2011.
2. ↑  ”Pratchett funds Alzheimer's study”. BBC News. 13 mars 2008. http://news.bbc.co.uk/2/hi/health/7291315.stm. Läst 31 juli July 2010.
3. ↑  ”Nobelpriset i litteratur”. https://www.nobelprize.org/prizes/lists/all-nobel-prizes-in-literature/. Läst 20 mars 2011.
4. ↑  "Mitt på arenan" Arkiverad 4 december 2014 hämtat från the Wayback Machine., i Aorta: journal för retrogardistisk kultur nr 16
5. ↑  ”Astrid Lindgren”. http://www.astridlindgren.se/verken/bocker/samlingsvolymer. Läst 21 mars 2011.
6. ↑  Fakta
7. ↑  Boktips Arkiverad 28 juni 2012 hämtat från the Wayback Machine.
8. 1 2  ”Astrid Lindgren”. http://www.astridlindgren.se/verken/bocker/bilderbocker. Läst 21 mars 2011.
9. ↑  Gradvall, Nordström, Nordström, Rabe, Jan, Björn, Ulf, Anina. Tusen svenska klassiker. Norstedts Förlagsgrup. Läst 12
10. ↑  ”Adlibris”. Arkiverad från originalet den 12 december 2012. https://web.archive.org/web/20121212050006/http://www.adlibris.com/se/product.aspx?isbn=912966179X. Läst 30 januari 2011.
11. ↑  ”Astrid Lindgren”. http://www.astridlindgren.se/verken/bocker/textbocker?page=1. Läst 21 mars 2011.